# Maria am Mösl

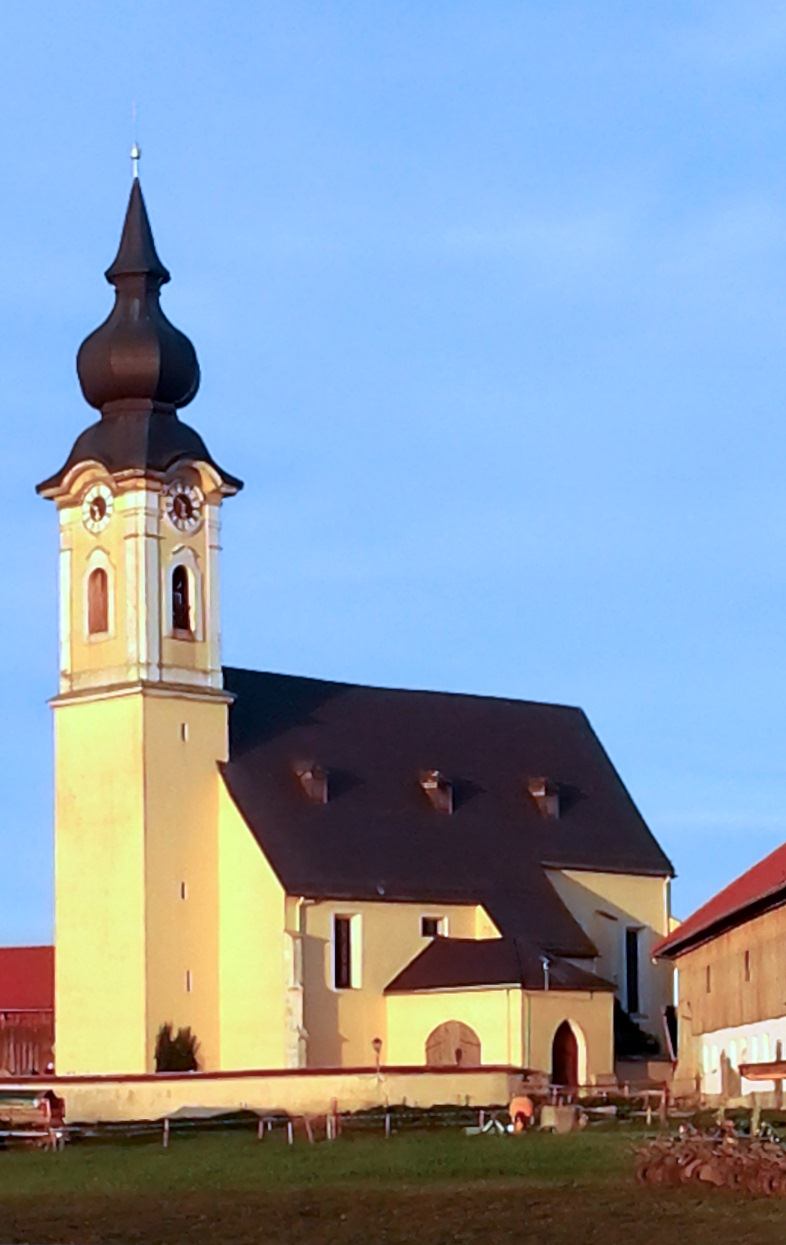
Maria am Mösl: barocker Turmaufsatz, dem seit 1838 eine Zwiebel fehlt

U. L. Frau zu Arnsdorf („Maria am Mösl“), ortsüblich jetzt „Maria im Mösl“, ist eine römisch-katholische Wallfahrtskirche in dem zur Gemeinde Lamprechtshausen gehörenden Ort Oberarnsdorf im Norden des Bundeslandes Salzburg. Die im Kern aus dem Jahr 1520 stammende Kirche zu Unserer Lieben Frau (15. August) ist mit einem Kuratbenefizium ausgestattet und seit dem 13. Jahrhundert der Benediktinerabtei Michaelbeuern inkorporiert. Die Kirche steht unter Denkmalschutz (Listeneintrag).

## Geschichte

### Entstehungsgeschichte

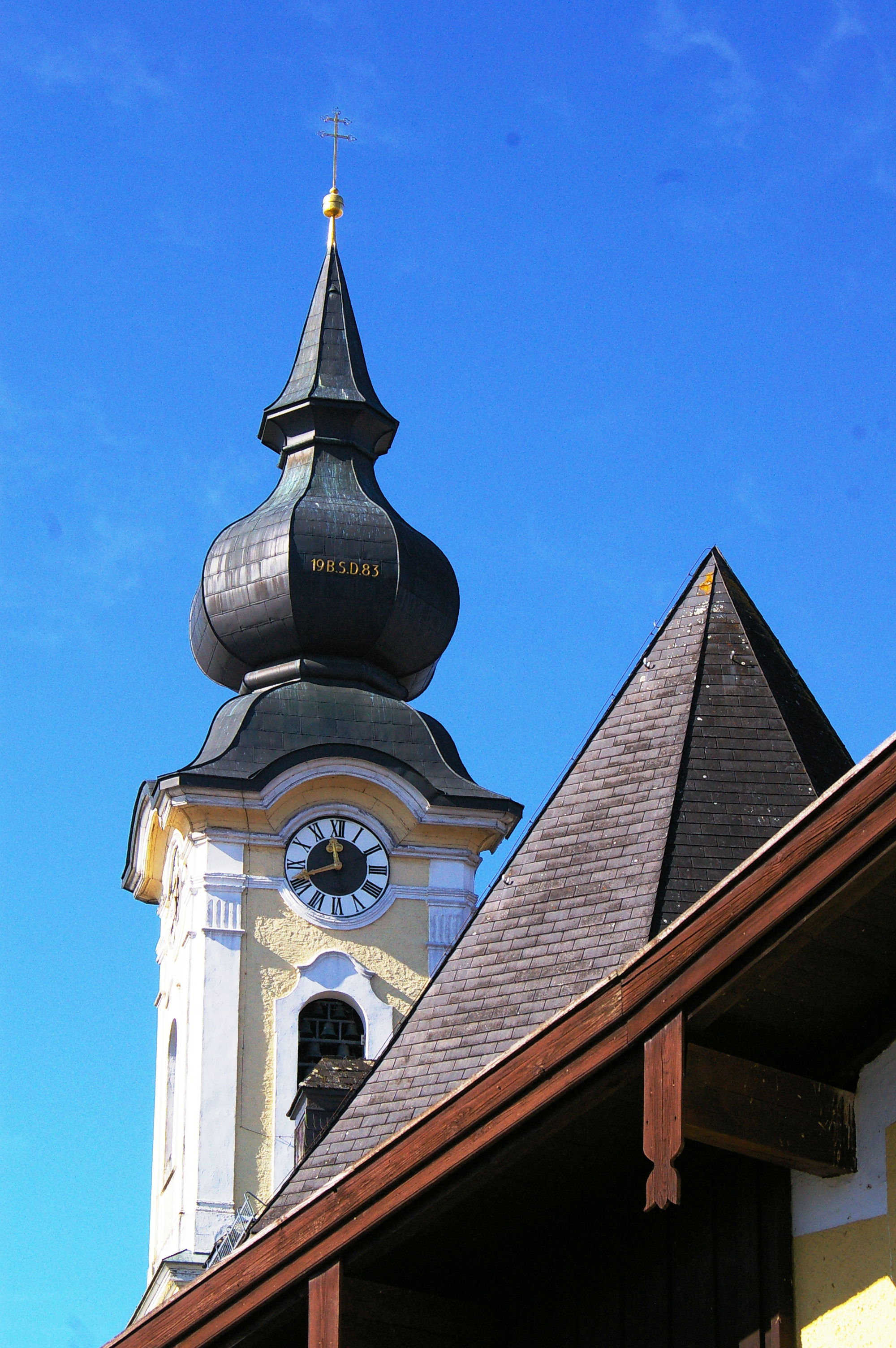
Detailansicht

Der Name Maria am Mösl verweist auf ein früher vorhandenes kleines Moor, mundartlich Mösl genannt. Es handelt sich dabei um eine Verkleinerungsform von Moos, einer Wortvariante zu Moor.
Laut Wallfahrtslegende stand bereits, zumindest seit der ersten Hälfte des 13. Jahrhunderts, eine Kapelle am Mösl. 1241 ging der darin verehrte Kultgegenstand verloren. Es wurde beschlossen, eine neue Kapelle an einer leicht erhöhten, weniger feuchten Stelle zu errichten, in der nach dem Wiederfinden der Kultgegenstand aufbewahrt werden sollte. Abt Konrad I. (1230–1258) von Michaelbeuern wählte dazu den Viehberg. Das auf den Viehberg gebrachte Baumaterial fand sich aber laut Legende über Nacht wieder am Standort bei der bisherigen Kapelle. Daher wurde 1242 entweder diese vergrößert, oder an ihrer Stelle eine neue errichtet. Wann die Kapelle als Kirche ausgestaltet und geweiht wurde, ist nicht bekannt. Dies könnte aber 1376 erfolgt sein, als Ulrich und Seibot von Nußdorf für eine tägliche hl. Messe 116 Regensburger Pfenninge stifteten.
Der verloren gegangene ursprüngliche Kultgegenstand war nicht wieder aufgefunden worden, die Kapelle wies nach 1242 dennoch Wallfahrtscharakter auf. Des Weiteren wird vermutet, dass sich im Mittelalter in Arnsdorf eine gemeinsame Richtstätte der Gerichte Eching (St. Georgen) und Haunsberg (heutiger Gerichtsbezirk Oberndorf) befunden habe.

### Baugeschichte

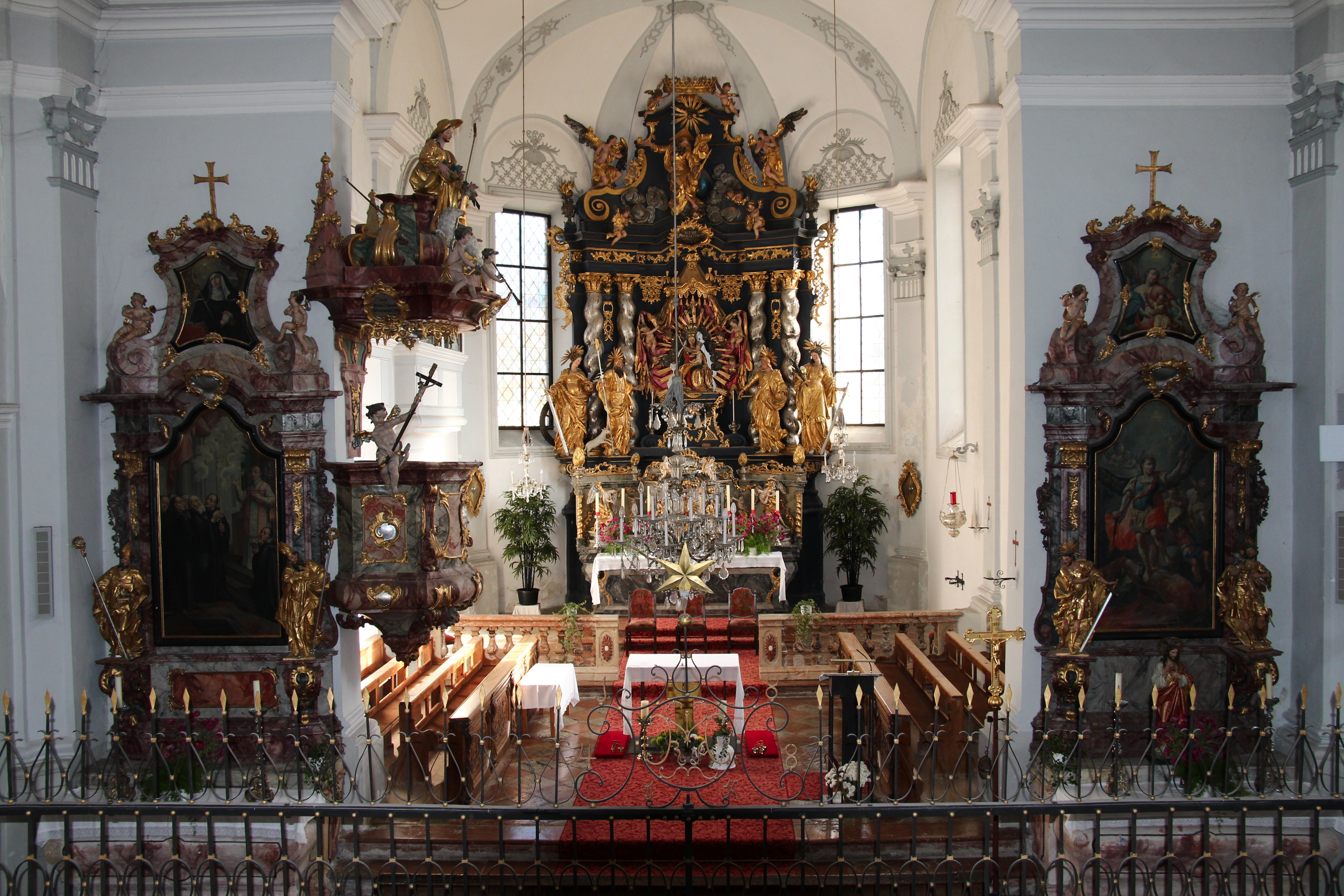
Innenraum der Wallfahrtskirche

In den Jahren 1464–1467 erbaute Meister Hans aus Laufen den heute noch bestehenden großen Kirchturm, vermutlich schon in Hinblick auf einen geplanten Kirchenneubau. Mit dem Neubau wurde aber erst begonnen, als Abt Bernard von Michaelbeuern den Bau einer neuen Kirche anordnete, die Bischof Berthold von Chiemsee am 17. Juni 1520 einweihte.
Die Kirche und der Hochaltar wurden der hl. Jungfrau geweiht, der Westaltar auf der bereits 1520 bestehenden Empore der hl. Katharina und dem Evangelisten Markus. 
Im 17. und 18. Jahrhundert wurde die spätgotische Kirche weiter umgestaltet und durch Anbauten erweitert. Sie erhielt 1677/78 einen neuen barocken Altar, an dem unter anderen der Kunsttischler Matthias Steinle mitgearbeitet hatte. Dieser stellte 1686 auch das früher vorhandene Orgelgehäuse her. Beteiligt war außerdem die Laufener Organistin und Malerin M. Magdalena Rottmayr, Mutter des Barockmalers Johann Michael Rottmayr, die für das Vergolden von zwei Engeln neun Gulden erhielt. 1752 ließ Abt Martin II. Dorner (1731–1762) das Steingewölbe, durch dessen Säulen und Stützbögen die Kirche verfinstert und im Raume beengt wurde, niederbrechen und durch ein leichtes Muldengewölbe ersetzen. Anscheinend wurde beim Abtragen des Gewölbes unsachgemäß gearbeitet, denn es stürzte am 12. April 1752 unvorhergesehen ein und tötete vier Arbeiter, vier weitere wurden schwer verletzt. Der Hochaltar und die Orgel waren dabei ebenfalls in Mitleidenschaft gezogen worden. Der beschädigte Hochaltar wurde darauf umgestaltet und erneut aufgestellt. Er zeigt mittig das Gnadenbild, eine spätgotische Maria mit Kind. Die beiden Altäre der Seitenkapellen von 1722 besitzen Figuren von Georg Itzlfelder, das nördliche Altarblatt zeigt eine Rosenkranzmadonna (1759), das südliche die heilige Familie. 
Die Orgel wurde 1753 repariert. Mitte des 18. Jahrhunderts wurde der Turm erhöht, an seiner Spitze steht ein Erzbischofskreuz. Nach heftigen Stürmen im Jahr 1838 wurde von dem aus zwei Zwiebeln bestehenden ursprünglichen barocken Turmhelm der obere herabgeworfen. Danach wurde der Turmaufsatz ohne der zweiten Zwiebel d. h. in vereinfachter Form wiederhergestellt. Altäre, Orgel und verschiedene Einrichtungsgegenstände waren ursprünglich schwarz/gold gefasst, ihr jetzt prägender blauer Anstrich stammt aus den Jahren 1847/48, zudem wurde der Hochaltar 1904 rot marmoriert.

### Kultgegenstand

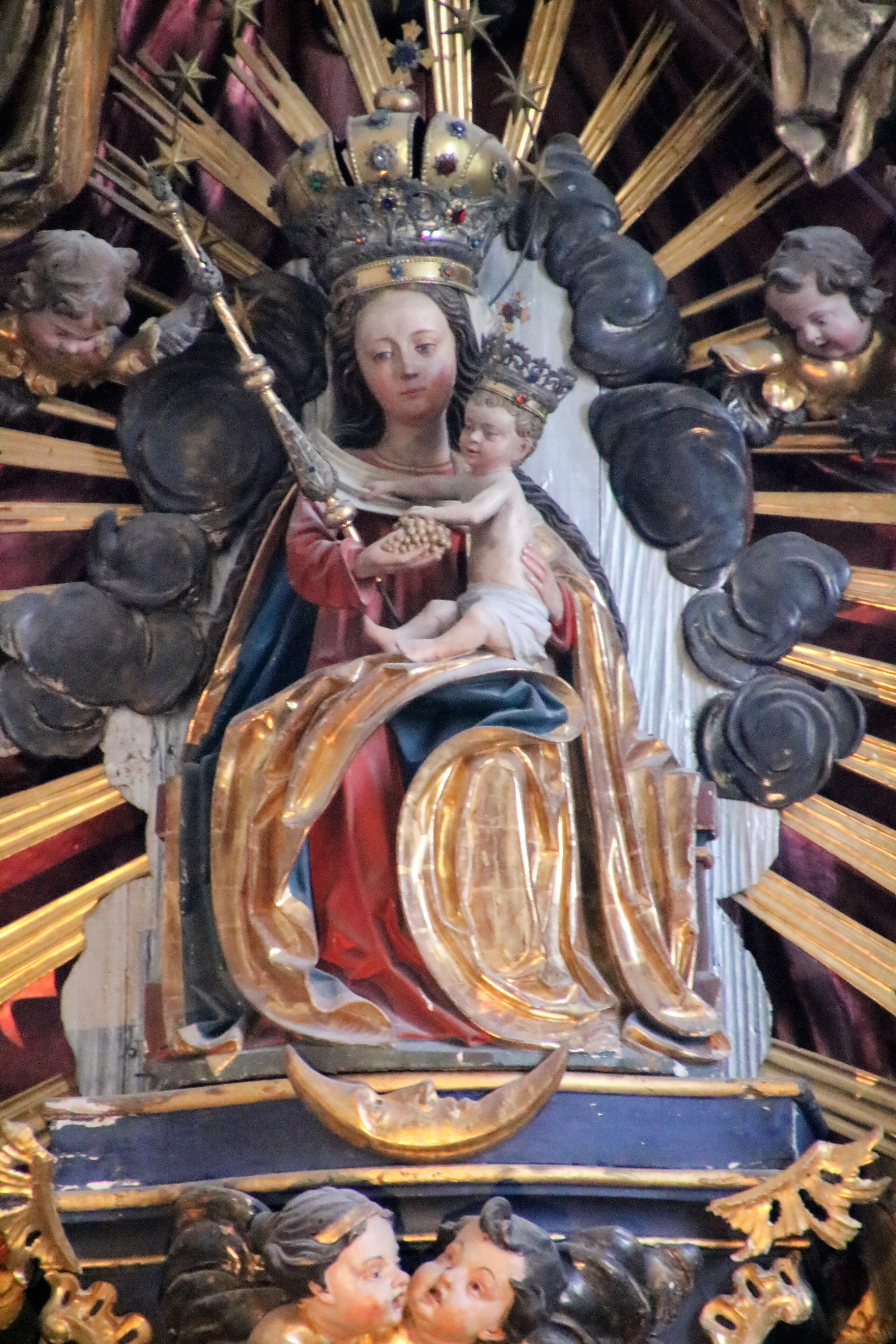
Gnadenbild, um 1520

Laut Wallfahrtslegende ist der ursprüngliche Kultgegenstand um oder vor 1241 verloren gegangen. Das jetzige Gnadenbild ist eine aus Holz gefertigte gotische Statue der sitzenden Mutter Gottes mit dem Kinde. Der auf dem Schoße Mariens sitzende nackte Jesusknabe, von der Mutter leicht mit der linken Hand gestützt, greift mit der rechten Hand nach ihrem Schleiertuch, mit der linken nach einer Traube, die sie ihm reicht. Die Madonna ist seit 1758 – nach der Reparatur des durch Gewölbeeinsturz 1752 beschädigten barocken Hochaltares – mittig in diesen integriert. Sie trägt eine barocke Krone, ebenso der Jesusknabe. Vermutlich ist die Statue eine Salzburger Arbeit aus der Zeit um 1520.

### Wallfahrt
Eine Besonderheit ist die bis auf den heutigen Tag geübte Tradition, dass sich jeder neugewählte Salzburger Erzbischof auf eine Fußwallfahrt zu Unserer Lieben Frau am Mösl begibt. Votive waren früher Bußsteine und Bußkreuze.

### Orgel

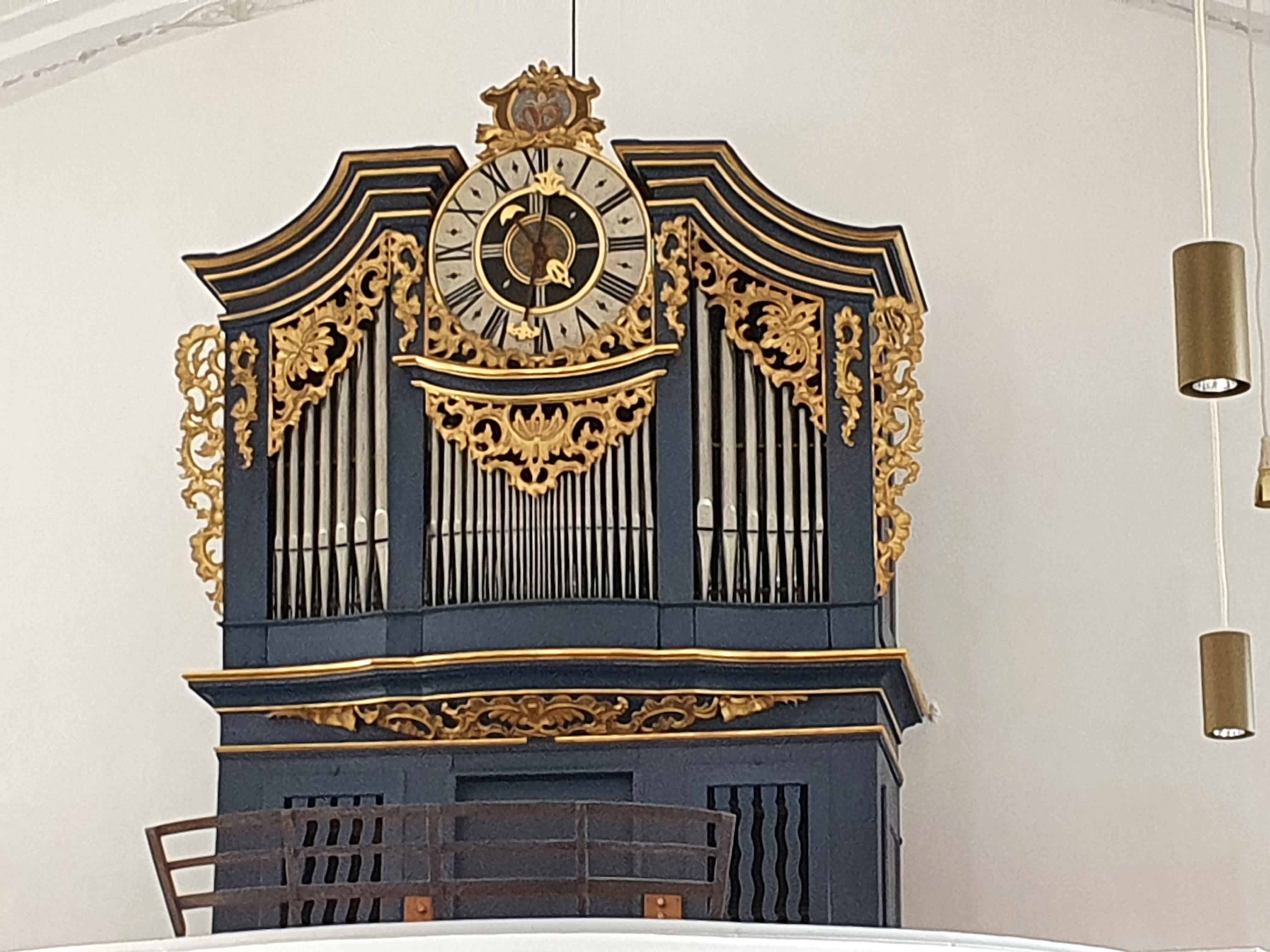
Andreas Mitterreiter Orgel (1745), von Ludwig Mooser 1846 umgebaut

1686 fertigte der Kunsttischler Matthias Steinle aus Mattsee ein Gehäuse, Schleierbretter und Holzpfeifen für ein Positiv an; welcher Orgelbauer das Instrument selbst schuf, ist bisher nicht bekannt geworden. Dieses Positiv, das 1714 bei der Reparatur durch Johann Franz Xaver Egedacher 4 Register aufwies, wurde 1745 in die Pfarrkirche Lamprechtshausen gebracht. Diese Aufgabe erledigte der kurfürstliche Orgelbauer Andreas Mitterreither aus Altötting, der zugleich eine neue Orgel mit 6 Registern und angehängtem Pedal lieferte. Im Zuge der Errichtung der neuen Orgel 1744/45 wurde das bis zum heutigen Tag erhaltene Gehäuse der Orgel von Joseph Anthoni Schrökher aus Laufen schwarz gefasst und die Schnitzarbeiten daran von ihm vergoldet. 1753, ein Jahr nach dem dramatischen Gewölbeeinsturz, wurde die beschädigte Orgel vom Orgelmachergesellen Johannes Groll wieder hergerichtet. Vielleicht erweiterte Groll die Orgel auch um 2 Register, denn 1820 berichtete Franz Xaver Gruber, dass die Orgel 8 Register habe und, angenommenermaßen, um zwei Halbtöne zu hoch, also im Cornettton gestimmt sei. Bei der Reparatur und Erweiterung der Orgel im Jahre 1753 sind anscheinend auch neue Schnitzarbeiten im Stile des Rokoko am Gehäuse angebracht worden, die möglicherweise von Johann Georg Itzlfeldner stammen, der ab 1752 mit der Gestaltung der Altäre, der Kanzel, des Tabernakels etc. beauftragt war. 1846, mehr als zehn Jahre nach Grubers Abschied von Arnsdorf, wurde die Orgel durch Ludwig Mooser umgebaut. Anlass war die Primiz von Simon Aicher aus Arnsdorf am 24. August 1846. Mooser erweiterte unter anderem den Manualumfang um die 4 fehlenden Töne der kurzen Oktav, indem er geschickt an beiden Seitenflächen je zwei Kanzellen anschäftete, und lötete an einzelne Pfeifen Mitterreiters Verlängerungen, um die Stimmung tiefer zu setzen. In diesem Zustand ist die Orgel erhalten, war aber zwischenzeitlich von Fritz Mertel 1981 verändert und 1993 wieder restauriert worden. Im Jahr 2020 wurde das Werk durch Roland Hitsch gereinigt und überholt.
Disposition

| Manual: (49 Tasten C–c3) |      |
| Gedackt                  | 8'   |
| Gamba                    | 8'   |
| Octav                    | 4'   |
| Flöte                    | 4'   |
| Qinte                    | 2/3′ |
| Octav                    | 2    |
| Mixtur III               | 1/3′ |
|                          |      |

| Pedal: (18 Tasten C–f0, 16 Töne) |     |
| Subbass                          | 16' |
| Pedal immer gekoppelt            |     |

### Säkularfeiern
Die dritte Säkularfeier gestaltete maßgeblich Franz Xaver Gruber und dauerte vom 17. bis 22. Juni 1820, die vierte vom 2. bis 4. Oktober 1920, die fünfte im Jahr 2020 musste wegen der COVID-19-Pandemie entfallen.